# 三本木大輔
三本木 大輔（さんぼんぎ だいすけ、1989年4月27日 - ）は、日本の俳優。福島県福島市出身。ATGファクトリー所属（業務提携：style office）。

## 略歴
朗読公演にアンサンブルとして出演後、自団体を立ち上げ、カフェ・小劇場を中心に活動をはじめる。
ATGファクトリーに所属。

## 人物
特技はアクロバット。趣味は作曲、ゲーム、文房具集め。愛称は「ぼん」「さんちゃん」「さんぼん」「ダークネス大輔」など。
従兄弟の影響で小学3年生までBMXレースの大会に出場していた。複数の大会で優勝・入賞経験がある。
思い入れのあるスーパー戦隊は『星獣戦隊ギンガマン』。

## 出演

### テレビドラマ
- ちむどんどん（2022年4月 - 9月、NHK）
- どうする家康（2023年、NHK）
- ナンバーワン戦隊ゴジュウジャー（2025年2月16日 - 、テレビ朝日） - ファイヤキャンドル 役[4]

### その他のテレビ番組
- THE突破ファイル（2024年10月、日本テレビ）[5]

### ウェブドラマ
- ゴジュウジャー補ジュウ計画 ナンバーワン懺悔室（2025年、東映特撮ファンクラブ） - ファイヤキャンドル 役

### 映画
- ナンバーワン戦隊ゴジュウジャー 復活のテガソード（2025年7月25日、東映） - ファイヤキャンドル 役[6]

### 舞台
- DisGOONie『from Chester Copperpot』（2015年11月14日 - 29日、東京芸術劇場シアターウエスト）[7]
- レティクル東京座『アイドル♂怪盗レオノワール』 Team♠（2017年2月22日 - 27日、シアターグリーンBIG TREE THEATER） - 羽鳥イッサ 役[8]
- レティクル東京座『皇宮陰陽師アノハ』 Team白（2017年9月27日 - 10月2日、シアターグリーンBIG TREE THEATER） - レキ 役[9]
- 集団NO PLAN第五回公演 朗読劇『Bright Star〜asterisk〜』（2017年11月11日 - 112日、武蔵野芸能劇場） - ピスケス 役[10]
- 劇団ゴールデンタイム！『緋き神空のエリュシオン』（2018年5月30日 - 6月3日、ウエストエンドスタジオ） - 虚雅（キョガ）役[11]
- 集団NO PLAN第六回公演 朗読劇『MAZE★爆裂セイバー＆40』（2018年7月6日 - 7日、座・高円寺2）[12]
- コジョ。8th impression『屍人は還る、宵の内』（2019年6月12日 - 16日、シアターグリーンBASE THEATER） - 主演・岩鬼千春/白鯨 役
- 集団NO PLAN第七回公演 朗読劇『家族百景』（2019年7月6日 - 7日、座・高円寺2）[13]
- 劇団夢命クラシックス×07th Expansion vol.6 『ひぐらしのなく頃に〜流・明〜』（2019年7月24日 - 28日、ラゾーナ川崎プラザソル） - 入江京介 役[14]
- TEAM空想笑年×劇団ゴールデンタイム！コラボ公演『MonkeyMagic ～Mixing～』（2019年8月21日 - 25日、中目黒キンケロシアター） - カマイタチ役[15]
- 生演奏ミュージカル『信長の野望-炎舞-』（2020年1月18日 - 22日、光が丘IMAホール） - 毛利輝元 役[16]
- 日本テレビ主催『魔界転生』（2021年4月7日 - 6月10日、刈谷市総合文化センター、博多座、明治座、新歌舞伎座）[17]
- 『SK∞ The Stage』第一部（2021年12月2日 - 12日、天王洲 銀河劇場）[18]
- 『DANPRI STAGE-アイドルランド・オブ・ザ・デッド-』（2022年3月3日 - 6日、ヒューリックホール東京）[19]
- ミュージカル『ピオフィオーレの晩鐘』（2022年5月5日 - 15日、サンシャイン劇場）[20]
- 『The Great Gatsby In Tokyo』Team Classic（2022年5月17日 - 6月21日、三越劇場） - ハーツォグ 役[21]
- 『失創セブンスプレイ』（2022年9月21日 - 25日、新宿村LIVE） - 龍 役[22]
- 日本テレビ主催『巌流島』（2023年2月10日 - 3月27日、明治座、本多の森ホール、新潟県民会館、あきた芸術劇場 ミルハス、センチュリーホール、神戸国際会館こくさいホール、レグザムホール、博多座）[23]
- Wkojoh,Produh『溺れる前に指で流す』（2023年7月14日 - 17日、劇場MOMO） - 玉城奏 役[24]
- 『出世噺 salaryyyy』（2023年8月10日 - 13日、シアター・アルファ東京） - 富岡通 役[25]
- 『バンク・バン・レッスン』（2023年9月14日 - 18日、サンモールスタジオ）[26]
- 日本テレビ開局70周年記念舞台『西遊記』（2023年11月3日 - 2024年1月28日、オリックス劇場、博多座、御園座、明治座）[27]
- 『ファンタスティックベイビーズ』（2024年2月21日 - 26日、王子小劇場）[28]
- 『鐘を鳴らす館』（2024年4月19日 - 21日、座・高円寺2） - 鹿沼誠 役[29]
- 時代劇朗読劇『ひとごろし』（2024年5月3日、俳優座劇場） - 主演・双子六兵衛 役[30]
- 異形の血を継ぐ者『散れ桜よ、刻天ノ証ニ』（2024年6月19日 - 23日、俳優座劇場） - 今國灰之介 役[31]
- 音楽朗読劇『千夜星霜〜商人アンヘルトの宴は砂に歌う〜』（2024年8月21日 - 25日、あうるすぽっと）[32]
- WaVe'S 第9回公演 舞台『祭りのかけら』（2025年8月3日、ザ・ポケット） - 日替わりゲスト[33]
- 劇団わ『劣等生、乙川強の半生。』（2024年9月25日 - 29日、中目黒キンケロ・シアター） - 田中博文 役[34]
- Reading Act『スクルージと呼ばれた男』（2025年12月27日 - 30日〈予定〉、博品館劇場）[35]

### イベント
- 『有吉の壁 BREAK ARTIST LIVE THE FIRST』（2024年2月15日、有明アリーナ） - KOUGU維新アクションキャスト[36]

### 配信
- 『Job×Chan!!〜それ僕たちにやらせてください〜』（2021年 - 2022年） - シーズン2,3 MC[37]
- 縦型映画「TikTok×怪談ノロイ-前日譚-」（2024年） - 津曲 役[38]

### CM
- 東京ミステリーサーカス『リアル脱出ゲーム×ペルソナ5』[39]
- 東京ミステリーサーカス『摩訶不思議な部屋からの脱出』[1]
- 東京ミステリーサーカス『リアル潜入ゲーム ✕ FINAL FANTASY VII REMAKE』[1]

### ラジオ
- TBSラジオ「工具大好き」（2024年4月） - ゲスト出演[40]

### ドラマCD
- 『BrightStar〜asterisk〜』（2021年） - ピスケス 役[41]
- 『BrightStar〜Stargazer〜』（2021年） - ピスケス 役[41]

### ライブ
- MOSAIC.WAV RE 1st LIVE 「WE LOVE AKIBA-POP!!」（2017年11月18日、初台DOORS）
- 夢眠祭〜夢眠ねむ芸能活動１０周年感謝記念〜（2018年11月22日、新木場STUDIO COAST）

### CD
- 明日、ボクは死ぬ。キミは生き返る（MOSAIC.WAV）[42]